# IK Pantern
IK Pantern – szwedzki klub hokeja na lodzie z siedzibą w Malmö.